# Marco Cornaro (dózse)
Marco Cornaro (Velence, 1286 (körül) – Velence, 1368. január 13.), olaszul: Marco Cornaro, velencei nyelvjárásban: Marco Corner. A Német-római Birodalom lovagja, az 57. velencei dózse (ur.: 1365–1368). A Velencei Köztársaság egyik I. (Nagy) Lajos magyar királyhoz akkreditált követe 1353-ban. Cornaro Katalin ciprusi királynő ükapja.

## Élete
Apja Giovanni Cornaro, anyja az ismeretlen családból származó Agnese úrnő. Öt fiútestvére volt: Tomaso, Filippo, Pietro, Benedetto és Andrea.
A négyből az első velencei dózse a Cornaro családból, a Velencei Köztársaság 57. dózséja. A további három velencei dózse a Cornaró családból: a 96. dózse, I. Giovanni Cornaro (ur.: 1624–1629), a 101. dózse, Francesco Cornaro (ur.: 1656–1656) és a 111. dózse, II. Giovanni Cornaro (ur.: 1709–1722), akik mind Marco Cornaro leszármazottai voltak.
A Padovai Egyetemen jogi diplomát szerzett. Nagy könyvtárral rendelkezett. 1337-38-ban Padova kormányzójaként szolgált. 1344-45-ben Zára grófja volt Dalmáciában. 1347-48-ban Candia hercege Kréta szigetén. A harmadik velencei-genovai háborúban katonai és diplomáciai szolgálatot teljesített. Ő volt a Velencei Köztársaság egyik I. (Nagy) Lajos magyar királyhoz akkreditált követe 1353-ban, amikor Nagy Lajos azt követelte, hogy Velence adja vissza Zárát és egész Dalmáciát. I. Lajos király megfenyegette Velencét, hogy Genovával fog szövetkezni ellene. IV. Károly német-római császár 1354-ben a Német-római Birodalom lovagjává ütötte.
1355-ben Marino Falier dózsét megvádolták azzal, hogy a kormány felett abszolút hatalmat akar gyakorolni, Faliert letartóztatták és kivégezték, Marco Cornarót dózsehelyettessé választották, amíg új dózsét nem választanak. 1360 januárjában IV. Rudolf osztrák főherceg letartóztatta az apósától, IV. Károly német-római császártól eltávozó velencei küldöttséget, élén Marco Cornaróval, mert kártérítést követelt egy lerombolt várért Velencének Magyarországgal folytatott háborújában. Cornarót csak 1361 szeptemberében engedték szabadon.
1363 januárjában az V. Orbán pápa részére Avignonban tett szolgálataiért Procurator de Supra címmel jutalmazták.
1365. július 21-én a Velencei Köztársaság dózséjává választották. Ellenzői négy dolgot vetettek a szemére, hogy túl öreg (79 éves) már a hivatalához, nincs elég vagyona, túl szoros barátságot ápol külföldi uralkodókkal és, hogy a felesége nem nemesi származású. Első felesége Giovanna Scrovegni volt, a padovai származású Enrico Scrovegni lánya, a második felesége pedig egy előkelő dalmát családból származó, Caterina, akinek viszont nem maradt fenn a családneve.
Rövid uralkodása alatt helyreállította az 1356 óta szünetelt kereskedelmi kapcsolatokat Egyiptommal, elkezdte a Dózse-palota Szent Márk térre néző szárnyának építését.
1305 körül feleségül vette Giovanna Scrovegni úrnőt, a padovai származású Enrico Scrovegni lányát, akitől öt gyermeke, három fiú és két lány született. Második feleségével, Caterina úrnővel, egy előkelő dalmát család sarjável 1336 előtt kötött házasságot.
1368. január 13-án hunyt el Velencében, és a Basilica dei Santi Giovanni e Paolo (Zanipolo) templomban helyezték örök nyugalomra.
Ükunokája volt Cornaro Katalin ciprusi királynő.

## Gyermekei
- 1. feleségétől, Giovanna Scrovegnitől, öt gyermek:
  - Francesco (Franceschino)
  - Andrea kancellár és diplomata, felesége N. N., 1 fiú:
    - Giorgio Cornaro (1374–1439), Padova kormányzója, felesége Caterina Giustinian, 7 gyermek, többek között:
      - Marco Cornaro (1406–1479) patricius, a Német-római Birodalom lovagja, felesége Fiorenza Crispo (1422–1501) náxoszi hercegnő,[1] 8 gyermek, többek között:
        - I. Katalin (1454–1510) ciprusi királynő (ur.: 1474–1489), férje II. (Fattyú) Jakab (1438–1473) ciprusi király, 1 fiú:
          - Lusignan Jakab (Famagusta, 1473. augusztus 28. – Famagusta, 1474. augusztus 26.), apja halála után született, III. Jakab néven a születésétől a haláláig Ciprus királya

  - Enrico, felesége N. N., 1 fiú:
    - Tomaso Cornaro

  - Mária, férje Paolo Belegno
  - Maddaluzza, férje Taddeo Giustinian
- 2. feleségétől, Caterina N. úrnőtől, egy előkelő dalmát család sarjától, nem születtek gyermekei

## Ősei

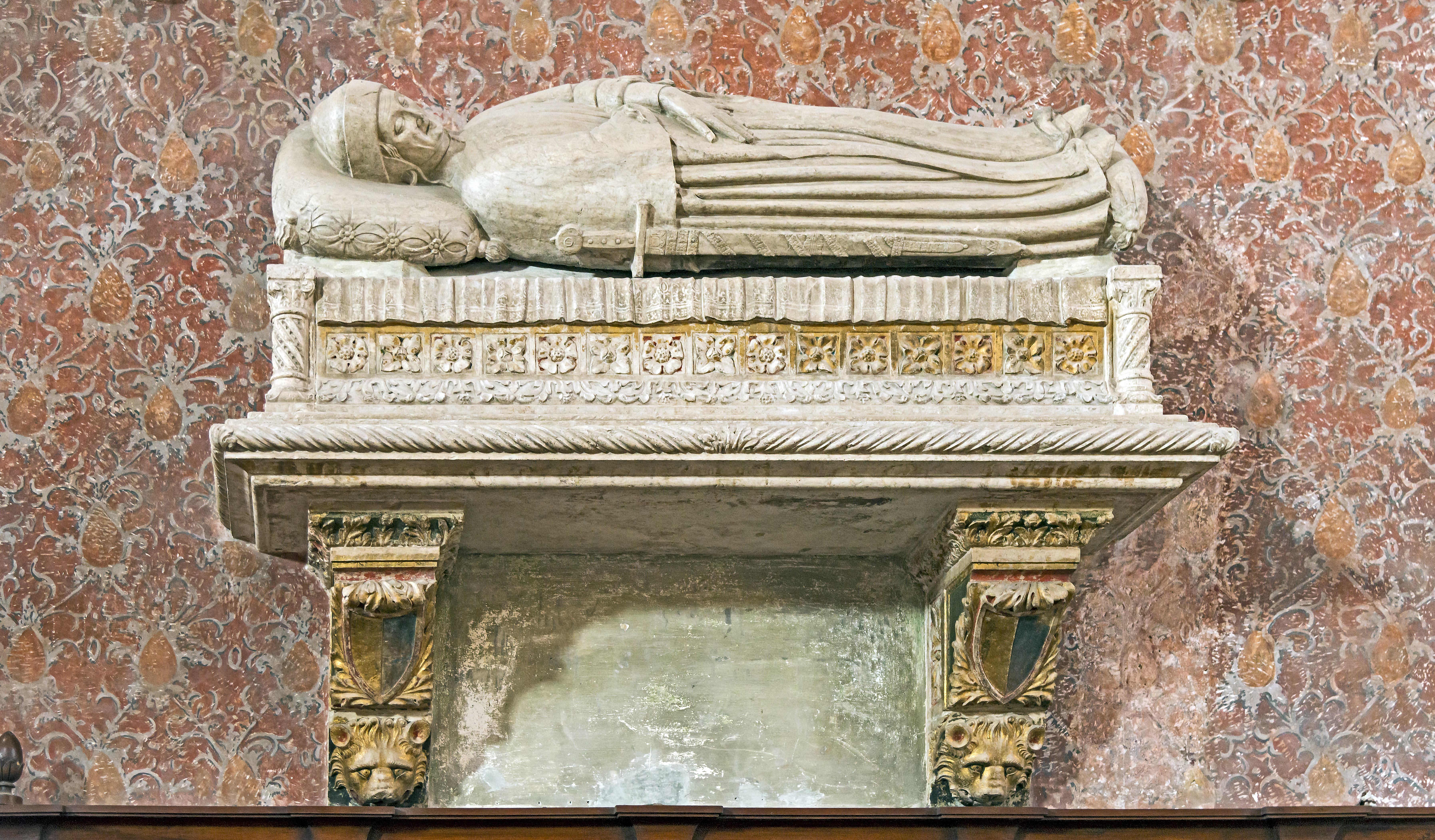
Sírja Velencében

| Marco Cornaro dózse | Apa: Giovanni Cornaro | Apai nagyapa: Marco Cornaro | Apai dédapa: Giovanni Cornaro |
| Marco Cornaro dózse | Apa: Giovanni Cornaro | Apai nagyapa: Marco Cornaro | Apai dédanya: n. a.           |
| Marco Cornaro dózse | Apa: Giovanni Cornaro | Apai nagyanya: n. a.        | Apai dédapa: n. a.            |
| Marco Cornaro dózse | Apa: Giovanni Cornaro | Apai nagyanya: n. a.        | Apai dédanya: n. a.           |
| Marco Cornaro dózse | Anya: Agnese N.       | Anyai nagyapa: n. a.        | Anyai dédapa: n. a.           |
| Marco Cornaro dózse | Anya: Agnese N.       | Anyai nagyapa: n. a.        | Anyai dédanya: n. a.          |
| Marco Cornaro dózse | Anya: Agnese N.       | Anyai nagyanya: n. a.       | Anyai dédapa: n. a.           |
| Marco Cornaro dózse | Anya: Agnese N.       | Anyai nagyanya: n. a.       | Anyai dédanya: n. a.          |